# L'Homme-dé
L'Homme-dé (titre original : The Dice Man) est un roman publié en 1971 par l'écrivain George Cockcroft.

## Résumé
Luke Rhinehart, un psychiatre estimé de ses collègues et aimé de sa famille, décide un jour d'interroger un dé pour décider de ses actions. Il découvre alors une nouvelle manière de vivre, sans ego, sans limites, où il joue une multitude de rôles. Dès ce moment, personne ne pourra, dans son entourage, rester sans avis sur la question. Luke Rhinehart est-il fou ou est-ce un génie ?

## Rédaction
Contrairement à ce que l'on a longtemps cru, le livre n'est en rien inspiré de l'expérience de son auteur, qui fut professeur d'anglais dans une université de l'État de New York.
En 1953, Cockcroft, auteur du livre, a inventé le personnage de Luke Rhinehart pour son premier roman, qui n'a jamais été publié.
Alors qu'il a commencé son roman quatre ans auparavant, Cockcroft rencontre Mike Franklyn, un éditeur anglais, qui le convainc de le finir. C'est dans la maison d'édition de Mike, Talmy Franklin, que L'Homme-dé sort en 1971. L'éditeur, pour des raisons commerciales, le pousse à faire figurer sa photo au dos du roman afin que le lecteur croie à une autobiographie romancée.

## Publication
Après avoir été publié au Royaume-Uni et diffusé aux États-Unis, le livre a rencontré un certain succès au Danemark et en Suède. Il aurait été censuré dans une cinquantaine de pays, qui l'auraient jugé trop subversif.

## Dans la culture
- Paramount a acheté les droits du livre, mais à ce jour, aucun film hollywoodien n'a encore été réalisé à partir de ce livre malgré l'écriture d'une quinzaine de scénarios[2] et le fait que Jack Nicholson, Bruce Willis, Nicolas Cage ou Roy Scheider se soient montrés intéressés pour incarner le personnage principal.
- De nombreuses pièces, dont « The Dice House », donnée en 2004 à Londres[2], se sont inspirées du livre.
- La chanson Such a Shame du groupe Talk Talk en est largement inspirée.
- Dans le film nymphomaniac de Lars Von Trier, l'héroïne utilise un dé pour décider de ses relations avec les hommes.
- Le film "Yes Man" (2008) de Warner Bros. basé sur le roman de Danny Wallace (2005) a une certaine ressemblance avec le roman ; laisser le hasard des propositions de son entourage décider les actions du héros, et pas l'usage du dé.